# Lək (Bərdə)
Lək è un comune dell'Azerbaigian situato nel distretto di Bərdə. Conta una popolazione di 1 055 abitanti.